# Gustav Hansen (Richter)

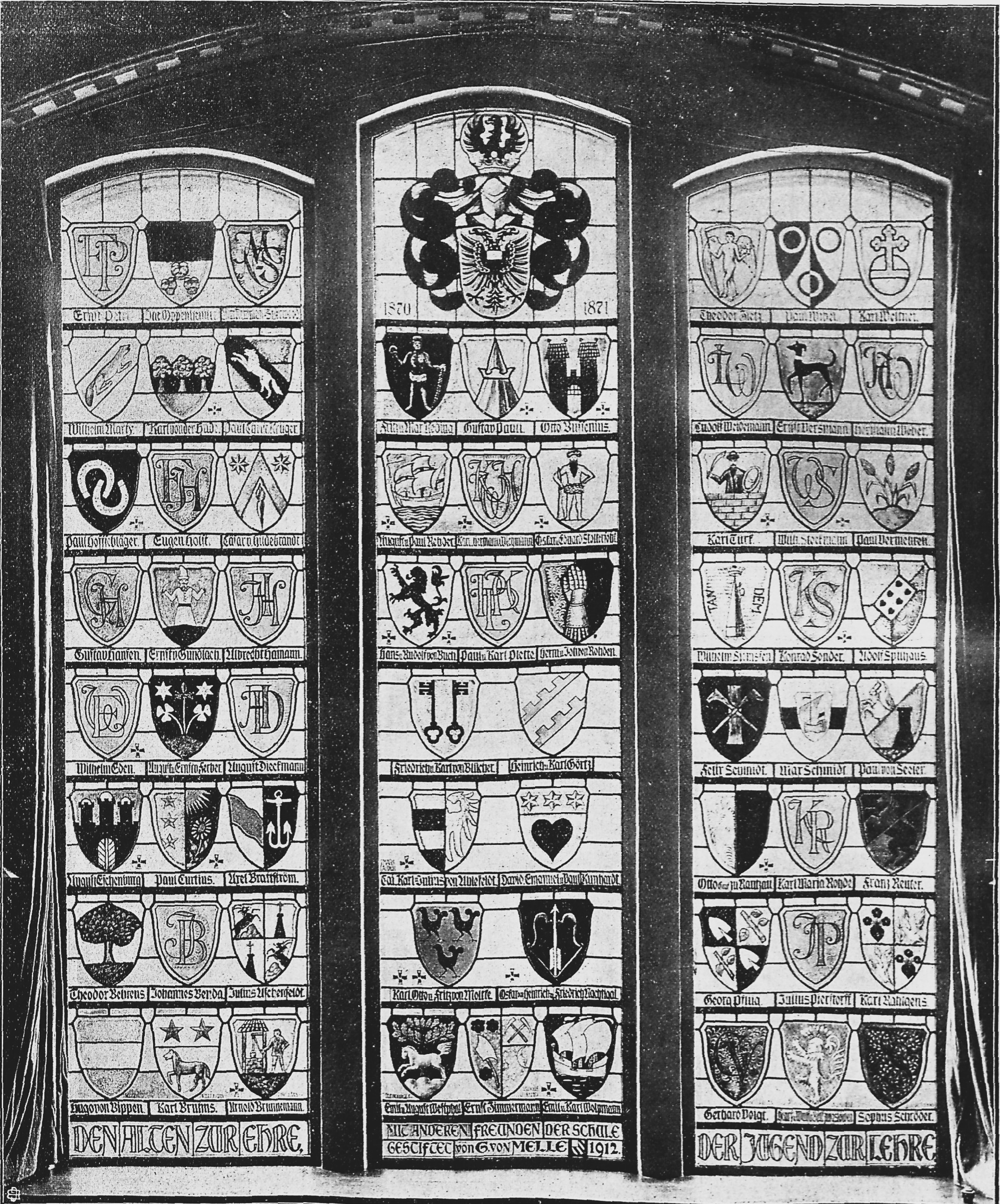
Wappenfenster

Gustav Christian Friedrich Hansen (* 10. April 1849 in Lübeck; † 4. April 1924 in Essen) war ein deutscher Richter.

## Leben
Hansen wuchs in Lübeck auf und besuchte zunächst die Realschule von F. H. Petri und später das Katharineum. Während seines Studiums der Rechtswissenschaften in Bonn, Heidelberg, Leipzig und Göttingen genügte er wie viele Lübecker als Einjährig-Freiwilliger seiner Militärdienstpflicht im Lauenburgischen Jäger-Bataillon Nr. 9 in Ratzeburg. Mit im zog er in den Deutsch-Französischen Krieg 1870/71 und kämpfte in der Schlacht von Orléans, bei Beaugency und bei Le Mans. Er wurde Leutnant der Reserve im Infanterie-Regiment „Herzog von Holstein“ (Holsteinisches) Nr. 85, dann Leutnant der Landwehr im 2. Hanseatischen Regiment Nr. 76, darauf Leutnant der Garde-Landwehr im 4. Garde-Grenadier-Landwehr-Regiment. Durch den Weinhändler Gerhard von Melle wurde 1912 ihm, wie allen ehemaligen im Deutsch-Französischen Krieg aktiven Katharineern, ein Denkmal in Form eines Fensters in der Aula des Katharineums gestiftet.
Hansen erholte sich in der Dichtkunst. Zum 25. Jahrestag der Schlacht bei Loigny wurde auch er, obwohl nicht dem Lübecker Bataillon des 2. Hanseatischen Infanterie-Regiments angehörig, nach Lübeck geladen. Als Ehrengäste hatte der Senat Alfred von Waldersee (IX. AK in Altona), Ernst von Petersdorff (17. ID in Schwerin) und Maximilian von Fragstein und Niemsdorff (33. IB in Altona) eingeladen. Alle Gäste erhielten als Festgabe des Komitees das von Hansen verfasste Liederheft „Hurrah! De Jungs vun der Waterkant.“ aus dem an jenem Abend alle gesungenen Lieder entnommen wurden. Als Bussenius den Vertretern der schreibenden Zunft gegenüber später die Stimmung zusammenfasste, verwies er auch darauf, dass auch Hansen ein Feldzugteinehmer aus Lübeck gewesen war.
Sein Doktorexamen bestand er im Juli 1873 in Göttingen, sein Staatsexamen im März 1874 vor dem Oberappellationsgericht der vier Freien Städte in Lübeck, nahm der Senat sowohl ihn, als auch Paul Curtius in den Staatsdienst auf. Hier war er vom April 1874 bis Ende September 1879 als Advokat tätig.
Auf der Senatssitzung des 7. Mai 1879 wurde Hansen mit anderen zum Mitglied des lübeckischen Oberlandesgerichts gewählt. Mit dem Inkrafttreten der Reichsjustizgesetze zum 1. Oktober 1879 wurde er Landrichter und das Hanseatische Oberlandesgericht in Hamburg wurde Nachfolger des Oberappellationsgerichts. Ab 1884 war Hansen dort Hilfsrichter und wurde vom Senat am 29. April 1885 zum lübeckischen Oberlandesgerichtsrat erwählt.

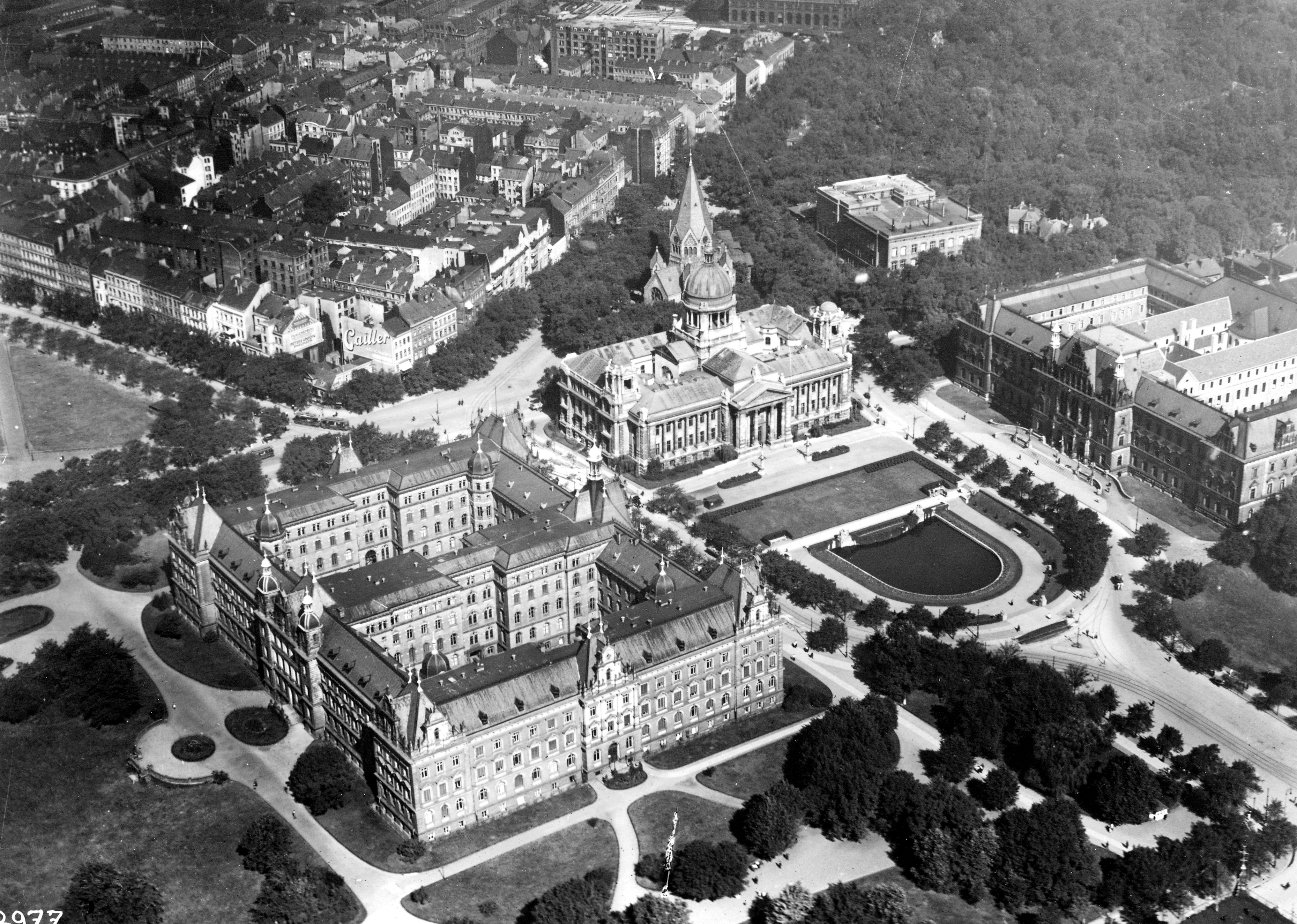
Hanseatisches Oberlandesgericht (1920)

Die drei freien Hansestädte vereinbarten die Vermehrung der Mitglieder des Hanseatischen Oberlandesgerichts mit der Bildung eines 3. Senats unter Ernst Friedrich Sieveking. Zu dessen Gründung am 1. Juni 1885 wurde Hansen als dessen lübeckisches Mitglied bestimmt. In Lübeck wählte der Senat den zu jener Zeit in Stade tätigen Landrichter Thöl. Bis zum 14. September 1903 gehörte er dem OLG als Rat, dann als Senatspräsident an. Heinrich Sievers beschrieb Hansen, was auch von dessen Liebe der Dichtung geschuldet sein mochte, als Meister des Wortes. Hansens 1924 in Kalkreuth befindliches bekanntes Präsidentenbildnis soll, wie man seinem Nachruf entnimmt, seiner Natur entsprochen haben.
Das Vertrauen größerer Handelskreise berief ihn in See- und Handelssachen oft als Schiedsrichter. So ist er viele Jahre hindurch der alleinige Schiedsrichter in Streitsachen, die aus dem Pool der HAPAG und des Norddeutschen Lloyd entstanden, gewesen.
Als der auch aus Lübeck stammende Otto Brandis verstorben war, wählte man Hansen als Nachfolger im Amt des Präsidenten. In den Zeiten des Umbruchs zeigte er sich zwar seiner Aufgabe voll gewachsen, vermochte sie aber aufgrund seiner altersbedingten körperlichen Leiden nicht zu vollenden. Zum 1. Oktober 1921 trat er in den Ruhestand und Max Mittelstein seine Nachfolge an.
Auf ihrer Generalversammlung am 7. Oktober 1877 schieden aus dem Vorstand der Lübeckischen Schillerstiftung Hansen, Otto Bussenius und Eduard Hach aus. Bis auf Hach wählte man sie jedoch wieder hinein. Turnusmäßig schieden sie auf der Generalversammlung am 17. Oktober 1880 aus dem Vorstand und auf der Generalversammlung am 29. Oktober 1883 schied er abermals turnusmäßig aus dem Vorstand.
Am 28. Juni 1881 wurde Hansen für den II. Wahlbezirk (Marien-Magdalenen Quartier sowie den nördlichen Teil der Vorstadt St. Lorenz) in die Bürgerschaft gewählt. Von 834 Wahlberechtigten beteiligten sich 480 (58 %) an der Wahl und Hansen erhielt 420 Stimmen.
Von 1889 bis 1901 war Hansen Mitglied der Hamburgischen Bürgerschaft; er wirkte in der Fraktion der Rechten im engeren Bund mit Albert Wolffson.
Bei einem Besuch bei seiner Tochter in Essen verstarb Hansen an einem Schlaganfall.

## Werke
- Hurrah! De Jungs vun de Waterkant! Lieder und Erinnerungsbilder für Feldzugs-Kameraden von der 17ten und von der 18ten Division., von einem Hanseaten (1870 Einj. freiw. des Lauenburg. Jäger-Bataill. No. 9), Verlag Boysen, Hamburg, 1895